# تشارلز إدوارد آدامز (عالم فلك)
تشارلز إدوارد آدامز (بالإنجليزية: Charles Edward Adams)‏ هو عالم فلك نيوزيلندي، ولد في 1 أكتوبر 1870، وتوفي في 31 أكتوبر 1945.